# 산자에몬 사건
산자에몬 사건(일본어: 三左衛門事件)이란 미나모토노 요리토모의 급서 직후인 1199년(쇼지 원년) 2월, 이치조 요시야스(一条能保)・타카요시(高能) 부자의 신하들이 곤다이나곤(権大納言) 츠치미카도 미치치카(土御門通親)를 암살하려다 발각돼 체포된 사건을 말한다. 이 사건이 산자에몬(三左衛門)이란 이름으로 붙린 이유는 체포된 사건 주동자인 고토 모토키요(後藤基清), 나카하라노 마사츠네(中原政経), 오노 요시시게(小野義成) 세 명의 관위가 모두 사에몬노조(左衛門尉)였기 때문이다. 3명의 사에몬(左衛門) 들이 일으켰다 해서 산자에몬 사건이라 불린다.

## 사건의 개요
(註:사건 개요는 모두 주나곤 후지와라노 사다이에(藤原定家)의 일기인 메이게츠키(明月記)의 기록에 따른 것임)
1199년(쇼지 원년) 1월 11일 미나모토노 요리토모가 낙마 사고를 당해 현재 위중하다는 파발이 일주일 뒤인 18일 교토에 닿았다. 가마쿠라 막부의 기반은 아직 약했고 수도인 교토에는 다음 대권을 누가 잡을 것인가에 대한 관심과 함께 혹시 있을지 모르는 정변에 대한 불안감이 엄습하고 있었다. 바로 전년도에 외손자인 쓰치미카도 천황을 옹립해 권세를 부렸던 쓰치미카도 미치치카(土御門通親)는 요리토모가 죽은 20일, 임시 황궁 회의를 주재해 스스로 우근위대장(右近衛大将)에 오르고 자신의 관위였던 좌중장(左中将) 관위를 요리토모의 장남 요리이에에게 넘겼다.
그러나 모레인 22일 경 '사태위급,교토 가마쿠라 상행선에 병력이동 징후가 있음' 같은 낭설이 도성에 퍼져 크고작은 소동이 끊이지 않았다. 그래서 우근위대장 미치치카는 '지금 밖에 나가면 살해될 뿐이다'라며 교토 주민들을 집밖에 나오지 못하게 하는 마치 오늘날의 계엄령 사태같은 지경에 이르렀다. '궁중경비를 군진을 친 것처럼 하라'고 명이 하달되는 와중인 2월 11일에 사마노카미(左馬頭) 미나모토노 다카야스(源隆保)가 역당을 모은다는 고변이 들어왔다. 다음날 가마쿠라에서 도착한 막부 무사들이 우근위대장 미치치카 지지 선언 후 경비에 나섰음이 이미 교토 주민들에게 알려졌던 모양으로, '마침내 우대장 미치치카가 나선다. 살생부에 적힌 사람이 많다더라'는 소문까지 돌았다고 한다.
그리고 14일, 다카야스의 역모에 관련해 고토 모토키요(後藤基清)와 나카하라노 마사쓰네(中原政経), 오노 요시시게(小野義成) 3명의 사에몬노조(左衛門尉)들이 요리이에의 수사관들에게 체포돼 황궁 감옥으로 연행되는 것을 시작으로, 여타 관련자들의 체포 및 고문이 시작됐다. 17일에는 사이온지 긴쓰네(西園寺公経)와 시묘인 야스이에(持明院保家)·미나모토노 다카야스(源隆保)들이 관직을 삭탈당하고 요리토모 시체의 염습을 맡았던 고승 분가쿠(文覚)와 함께 게비이시(検非違使) 들에게 넘겨졌다. 26일에는 가마쿠라에서 막부의 중신 나카하라 지카요시(中原親能)가 상경해 사건 뒷처리를 맡으면서 교토는 일단 평온을 되찾았다.
세 명의 사에몬노조들은 가마쿠라에 호송되지만, 도중 막부가 신병 인도를 거부해 다시 교토로 보내졌다. 모토키요는 사누키국 슈고직을 해임당한 상태였고 나머지 2명은 아직 처분이 정해지지 않았다. 긴쓰네(公経)와 야스이에(保家)는 가택연금 됐고, 역모 수괴인 다카야스(隆保)는 토사국으로, 고승 분가구(文覚)는 에치고국 사도섬으로 유배당했다. 헤이케 이야기에 따르면 분가쿠는 다이라노 고레모리(平維盛)의 아들로 과거 겐페이 전쟁 때 살아남은 얼마 안되는 헤이케의 일족이었으나 이 일로 후일 처형된다고 한다. 분가쿠를 제외하면 관련자 모두는 친척지간이라는 공통점이 있었다.

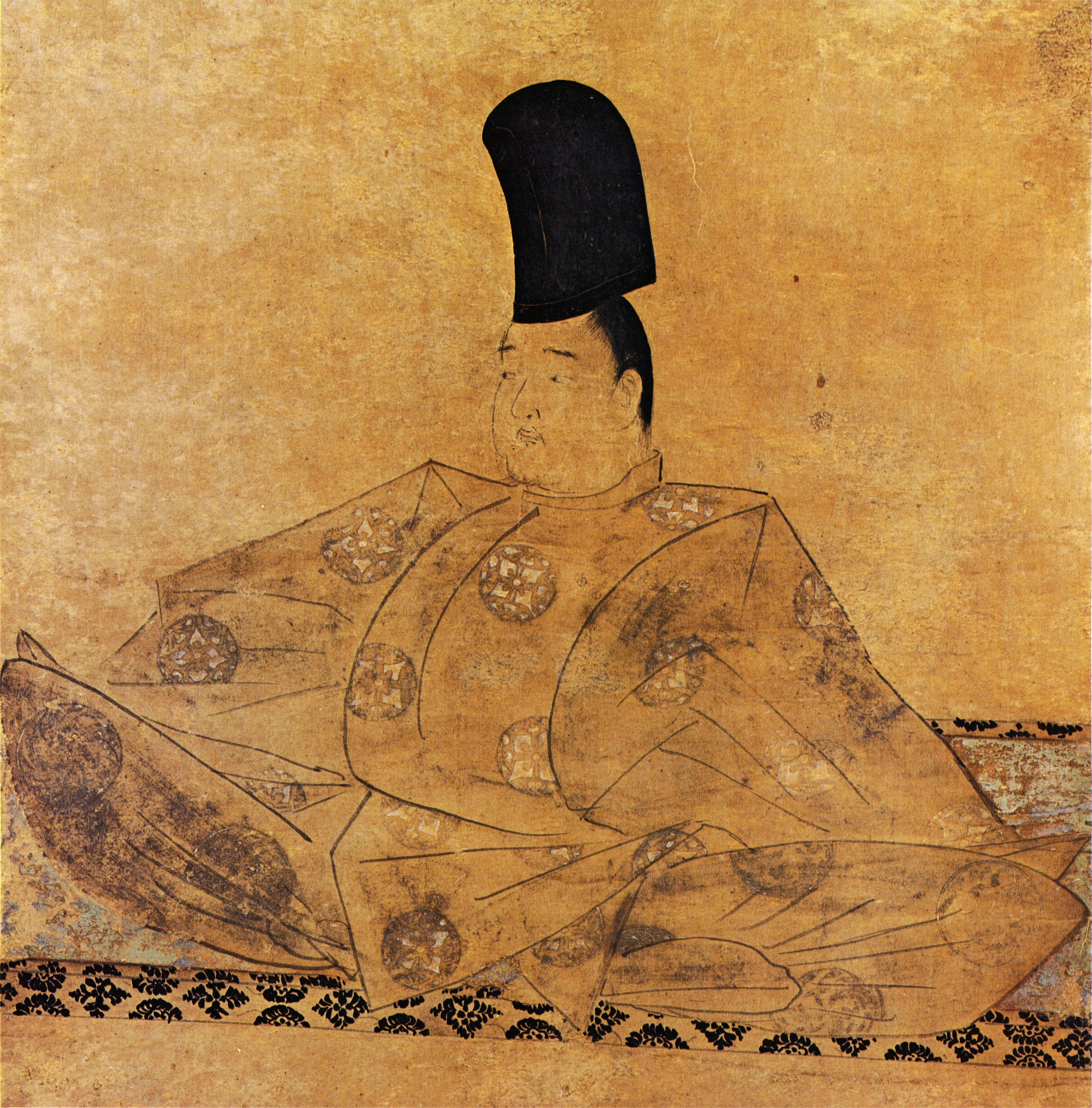
고토바 천황

사에몬노조 3명은 이치조 요시야스(一条能保)의 심복들로, 요시야스는 요리토모의 매형이며 교토슈고로서 가마쿠라 막부의 교토 교섭에 깊이 관여해왔다. 요시야스는 사건 발생 2년 전에 병사했는데 요리토모의 비호아래 성장한 이치조 집안은 요리토모와 요시야스의 죽음으로 막부와 연결끈이 약해져 집안의 장래가 불투명했다. 이를 만회하기 위해 이치조 집안의 무사들이 교토의 권세가 츠치미카도 미치치카를 제거해 새 장군 요리이에에게 공을 세우고자 했던 것으로 생각되고 있다.
권력 교체기에 일어난 이 사건은 분명 큰 파문을 일으키긴 했으나, 권력 교체를 원만하게 추진하고자 했던 막부는 중신 오에노 히로모토를 비롯해 사태 진정에 온 힘을 쏟았다. 이치조 집안에게 노려졌던 미치치카는 막부에 협력을 약속했고 산자에몬 사건으로 오히려 불만 세력들을 일망타진할 수 있었다. 한편 미치치카와 막부를 견제하려 했던 고토바 상황에 의해 사건 관련자 사면령이 대거 내려져, 유배됐던 다카야스나 분가쿠 역시 미치치카 사후에 복권이 된다. 핍박상태에 처해졌던 이치조씨도 고토바 상황에게 복권되면서 죽은 요시야스의 아들 노부요시(信能)와 요시야스의 손자이자 요시야스의 장남 다카요시의 삼남 요리우지(頼氏) 등이 상황의 측근으로 등용되었고 이때부터 이치조씨는 막부가 아닌 황실에 충성하게 된다.

## 같이 보기
- 인세이

## 참고 문헌
- 이즈모 타카시(出雲隆) 편저 '가마쿠라무가사전'(『鎌倉武家事典』), 세이아보우(青蛙房) 출판, 2005년 초판발행, ISBN 978-4-7905-0530-3
- 가와치 쇼스케(河内祥輔) 著 '교토황실재건운동과 황실・막부 양대체제의 성립'(「朝廷再建運動と朝廷・幕府体制の成立」), 요시카와 코분칸(吉川弘文館), 2007년 초판발행, ISBN 978-4-642-02863-9
- 우에스기 카즈히코(上杉和彦) '오오에노 히로모토의 재검토'(「大江広元像の再検討」), 요시카와 코분칸(吉川弘文館), 2006년 초판발행, ISBN 978-4-642-02446-4
- 시오하라 히로시(塩原浩) '산자에몬사건과 이치조 가문'(「三左衛門事件と一条家」), 리츠메이칸분가쿠(立命館文學), p624, 2012년 초판발행